# Антипенко Йосип Степанович
Антипенко Йосип Степанович (1910—1945) — Герой Радянського Союзу (1946)

## Життєпис
Народився в 1910 році в селі Кегенлі (нині село Воскресенка) Новотроїцького району Херсонської області у селянській родині. Закінчив 4 класи, курси трактористів. Працював комбайнером, бригадиром і завідувачем фермою в колгоспі.
До лав Червоній Армії був призваний у 1943 році. У діючій армії з вересня 1943 року.
Телефоніст роти зв'язку 1052-го стрілецького полку (301-я стрілецька дивізія, 9-й стрілецький корпус, 5-я ударна армія, 1-й Білоруський фронт) сержант Йосип Антипенко особливо відзначився у квітні 1945 року під час вуличних боїв за місто Берлін.
Забезпечуючи дротовий зв'язок командира 1052-го стрілецького полку з командирами батальйонів, Антипенко усунув на лінії не один десяток обривів, викликаних ворожим вогнем.
29 квітня 1945 року сержант Йосип Антипенко одержав важке поранення в живіт. 30 квітня 1945 року помер від отриманих ран. Похований у Берліні.

## Нагороди
- Указом Президії Верховної Ради СРСР від 15 травня 1946 року за зразкове виконання бойових завдань командування на фронті боротьби з німецько-фашистськими загарбниками й виявлені при цьому мужність і героїзм сержантові Антипенко Йосипу Степановичу посмертно присвоєно звання Героя Радянського Союзу.
- орден Леніна
- орден Червоного Прапора
- орден Вітчизняної війни 2-го ступеня
- орден Слави 3-го ступеня

## Вшанування пам'яті
У селі Воскресенка Новотроїцького району Херсонської області встановлені пам'ятник і меморіальна дошка на честь Антипенка Й. С., ім'ям земляка-героя названа вулиця м. Херсона.